# Кучеки
Куче́ки (чув. Кучек) — посёлок в Шемуршинском районе Чувашской Республики. Входит в состав Шемуршинского сельского поселения.

## География
Находится в лесной зоне у речки Абамза на расстоянии примерно 13 км на запад-северо-запад по прямой от районного центра села Шемурша.

## История
Поселок известен с 1926 года как кордон Шемуршинского лесхоза, в котором был учтен 1 двор и 5 жителей. Позже здесь располагался участок леспромхоза с 8 постоянными жителями в 1939 году.

## Население
Постоянное население  составляло 15 человека (татары 67%) в 2002 году, 8 в 2010 .